# Dub (glazba)
Dub je oblik jamajkanske glazbe, koji je nastao iz ska i reggae glazbe u 1960-ima na Jamajci. Nastao je kao glazba studijskih inženjera koji su objavljivali instrumentalne verzije B strana singlova. Dub odlikuje upotreba originalnih efekata kao što su reverb, delay, flanger koji modificiraju postojeću inačicu pjesme ogoljavajući je do samog kostura basa i bubnja. Najpoznatiji producenti duba jesu King Tubby, Lee Scratch Perry, The Scientist, Mad Professor. 
Dub se obično smatra podžanrom reggaea iako se ta glazba raširila izvan područja reggaea.
Dub kao žanr samostalno je obnovljen u Velikoj Britaniji zbog kulture sound systema i promotorā kao što je Jah Shaka. Cijele devedesete obilježava tzv. UK style dub uspješno konkurirajući maniji ravea. Britanski sastav Zion Train prvi objavljuje album duba za veću izdavačku kuću, Homegrown Fantasy ( China records 1996.).
Tehnike duba infiltriraju se u plesnu glazbu i kulturu mainstreama.
Podžanr dub glazbe jest afro-dub.

## Naziv
Riječ dub, skraćenica za double, obično je obilježavala dodavanje teksta, zvučnih efekata, drugih glazbenih podloga ili dijaloga na drugim jezicima na postojeći film ili glazbenu snimku, kao i miješanje različitih zvukovnih ili videozapisa u jednu snimku.

## Vanjske poveznice
- dub.com izdavači, internet stranice i ostalo
- Melting Pot Dub Kratka povijest dub-a
- Dub Division
- Radikal Dub Kolektiv hrvatski dub sastav